# Пальменгартен (Лейпциг)
Па́льменгартен (нем. Palmengarten — «Пальмовый сад») — общественный парк в немецком городе Лейпциг в федеральной земле Саксония. Расположенный на западном берегу реки Вайсе-Эльстер, Пальменгартен является частью Лейпцигского заливного леса (нем. Leipziger Auwald).
Лежащий примерно в двух километрах западнее исторического центра города, Пальменгартен ограничен улицами нем. Jahnallee с севера и Bowmanstraße с запада, и реками нем. Kleine Luppe и Вайсе-Эльстер на юге, а также памятным садом Рихарда Вагнера (нем. Richard-Wagner-Hain) — с востока.

## История
Территория будущего парка была освоена в конце XIX века, когда здесь на месте заливного луга по поводу 50-летия Лейпцигского садового общества нем. Leipziger Gärtner-Verein в 1893 году была проведена крупная международная выставка садово-паркового искусства. По её окончании был объявлен конкурс на организацию публичного парка по образцу Пальменгартена во Франкфурте-на-Майне. Первый приз был присуждён франкфуртскому садовому архитектору Эдуарду Маю (нем. Eduard May); при этом осуществление проекта было поручено занявшему второе место лейпцигскому садовнику Отто Моссдорфу (нем. Otto Moßdorf), который занимался оформлением выставки 1893 года. Для финансирования проекта было основано акционерное общество, арендовавшее у городского правительства соответствующий участок и выкупившее соседний остров Риттервердер, где позднее была обустроена Роща Клингера (нем. Klingerhain).
29 апреля 1899 года парк Пальменгартен был торжественно открыт с участием обербургомистра Отто Георги, и как изысканнейшее место отдыха с платным входом был предусмотрен, прежде всего, для высших слоёв городского общества. Главным аттракционом парка был расположенный в его северной части концертный и бальный зал с рестораном и примыкающая к нему пальмовая оранжерея (нем. Palmenhaus), давшая название парку. В центральной части парка был обустроен обширный пруд с островом, по которому проходила основная прогулочная дорожка. Украшением парка служили также искусственный грот с водопадом, чугунный павильон, оставшийся от проходившей по соседству Саксонско-тюрингенской промышленной и ремесленной выставки 1897 года, и бронзовая скульптура Манон Леско работы Антонина Мерси (отправлена на переплавку в 1942 году).
В 1921 году Пальменгартен перешёл в городскую собственность, однако плата за вход продолжала взиматься и дальше. Лишь Роща Клингера, где был установлен мраморный постамент незавершённого памятника Вагнеру на Ринге, была открыта в 1936 году для всеобщего безвозмездного пользования. Примерно в это же время (1927—1928 годы) часть парка была отдана под строительство нового здания школы имени Макса Клингера по проекту Хуберта Риттера (в 1972—1992 годах здесь располагался Педагогический институт).
В связи с грядущим 500-летним юбилеем изобретения книгопечатания в 1940 году в Лейпциге должна была состояться Гутенберговская выставка (нем. Gutenberg-Reichsausstellung) с целью подчеркнуть ведущую роль Германии в области книгопечатания и книготорговли. При этом Пальменгартен, наряду с Домом немецкой книжной промышленности (нем. Deutsches Buchgewerbehaus), был выбран в качестве одной из основных площадок будущей выставки, для чего потребовался снос пальмовой оранжереи и увеселительного павильона в январе 1939 года. Начало Второй мировой войны, однако, привело к остановке всех дальнейших работ.
В 1955 году Пальменгартен был объединён с прилегающими парком имени короля Альберта, парком Иоганны и парком Шайбенхольц в Центральный парк культуры имени Клары Цеткин, став, тем самым, частью первого в ГДР парка культуры и отдыха. После Объединения Германии, в 2011 году парк снова обрёл свою самостоятельность и историческое название Пальменгартен.

## Современное использование
В наши дни Пальменгартен с его редкими сортами деревьев и кустарников имеет статус общественного общедоступного парка и находится под охраной как ценный объект садово-паркового искусства. Через парк проходит важная вело-пешеходная трасса, соединяющая исторические районы Линденау и Западное предместье Westvorstadt.

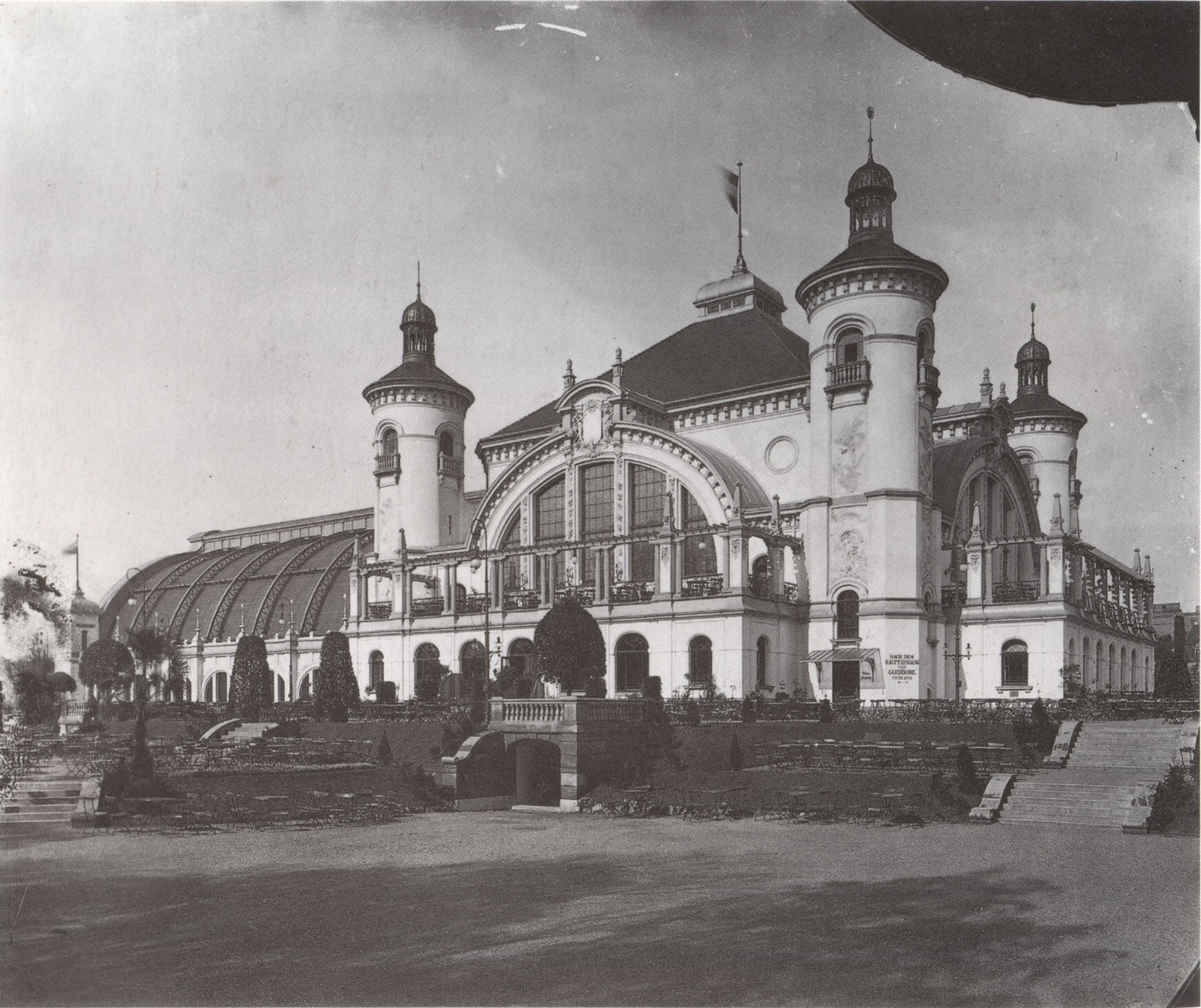
Оранжерея и ресторан (ок. 1900 г.)
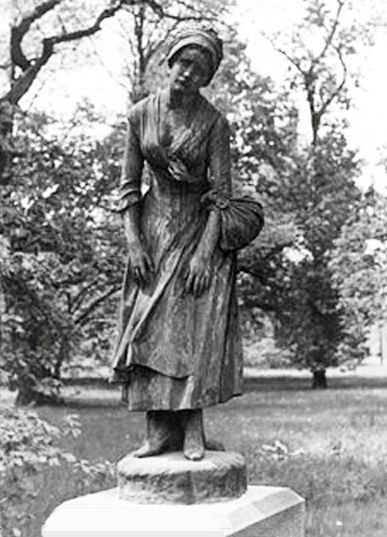
Скульптура "Манон Леско" (утрачена)
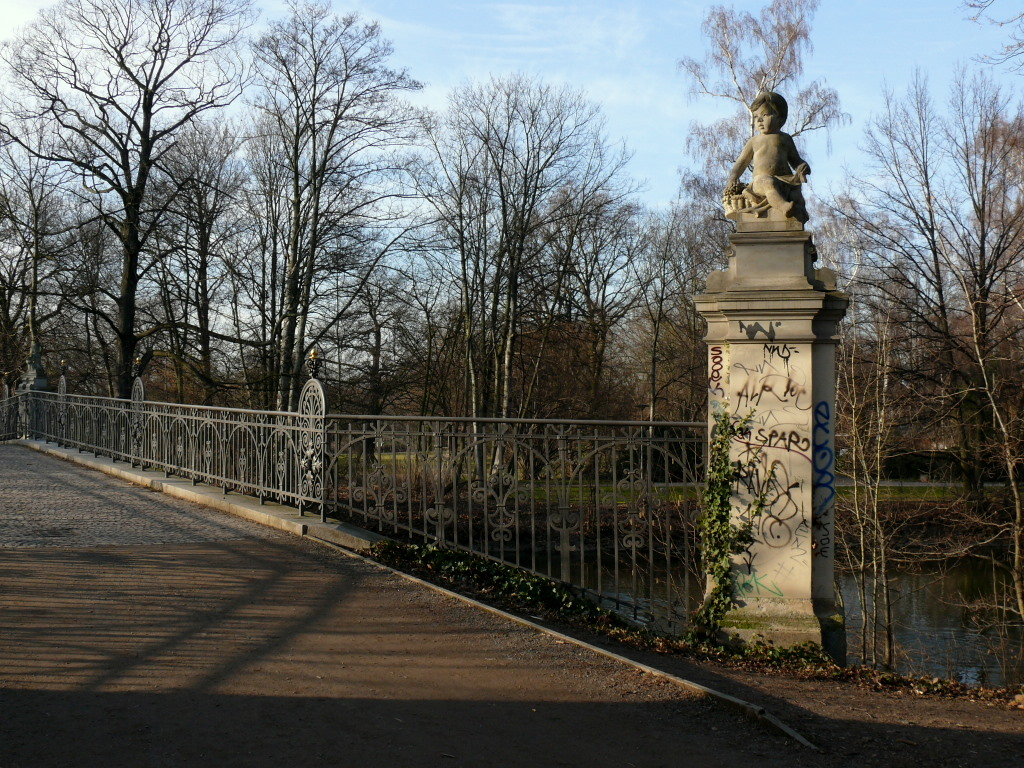
Мост через реку Вайсе-Эльстер
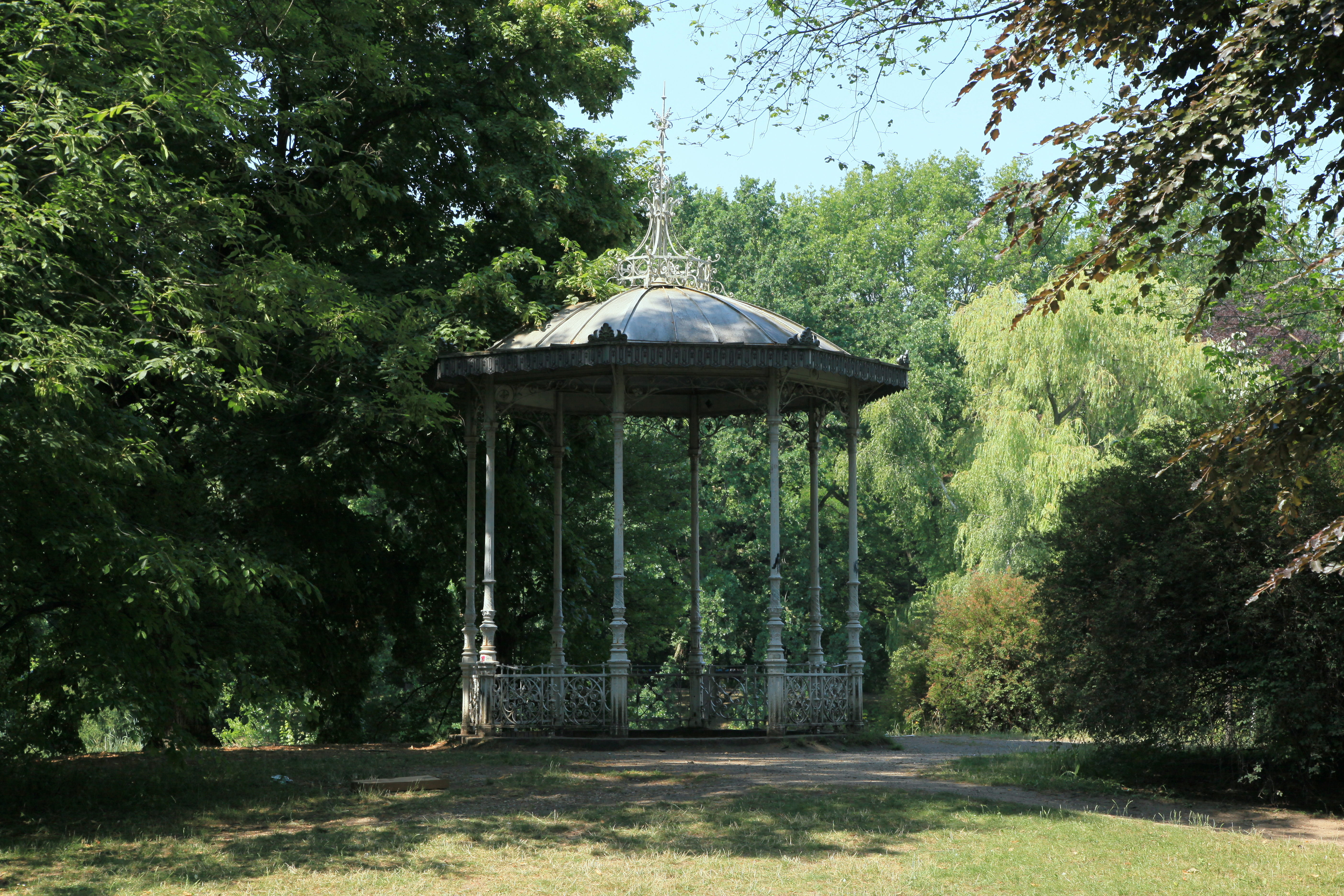
Чугунный павильон
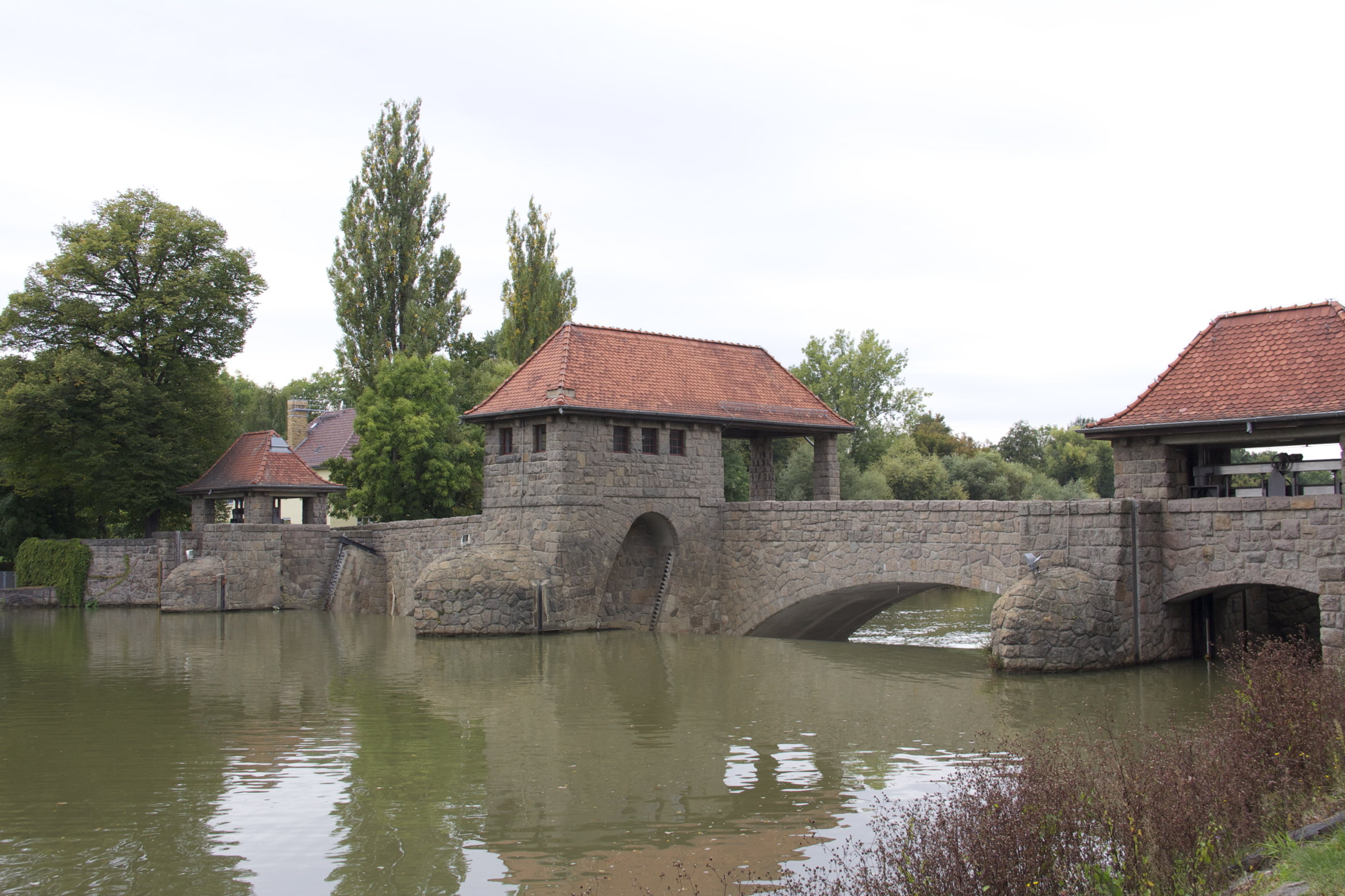
Водослив на реке Вайсе-Эльстер